# نهائي كأس فرنسا 1918
نهائي كأس فرنسا 1918 هي المباراة النهائية من منافسة كأس فرنسا 1917–18، أقيمت المباراة في 5 مايو 1918، بين فريقي Olympique de Paris ‏، ونادي ليون لكرة القدم ‏، وفاز فيها Olympique de Paris ‏، بعد أن هزم نادي ليون لكرة القدم ‏، بنتيجة 3 - 0، وكان حكم المباراة Jacques Battaille ‏.

## تفاصيل المباراة
لعبت المباراة النهائية في 5 مايو 1918.
| Olympique de Paris ‏                                         | 3 -0 | نادي ليون لكرة القدم ‏ |
| ----------------------------------------------------------- | ---- | --------------------- |
| Émile Fiévet ‏ 20 ' · Émile Fiévet ‏ 40' · Louis Darques ‏ 60' |      |                       |